# Visible World
Visible World è un album in studio del sassofonista norvegese Jan Garbarek, pubblicato nel 1995.

## Tracce
1. Red Wind – 3:52
2. The Creek – 4:30
3. The Survivor – 4:46
4. The Healing Smoke – 7:13
5. Visible World (Chiaro) – 4:07
6. Desolate Mountains I – 6:46
7. Desolate Mountains II – 6:02
8. Visible World (Scuro) – 4:32
9. Giulietta – 3:45
10. Desolate Mountains III – 1:28
11. Pygmy Lullaby – 6:12
12. The Quest – 2:58
13. The Arrow – 4:21
14. The Scythe – 1:48
15. Evening Land – 12:29

## Formazione
- Jan Garbarek – sassofono soprano, sassofono tenore, tastiera, percussioni
- Rainer Brüninghaus – piano, sintetizzatore (tracce 3, 4, 6, 7, 10–12)
- Eberhard Weber – contrabbasso elettrico (2, 3, 7, 8, 11, 12)
- Manu Katché – batteria (2, 3, 11, 13)
- Marilyn Mazur – batteria (6, 7, 9), percussioni (1, 4, 5, 8, 9, 11–13, 15)
- Trilok Gurtu – tabla (13)
- Mari Boine –  voce (15)